# Darreh Asb
Darreh Asb (persiska: دَرَسب, درّه اسب) är en ort i Iran.   Den ligger i provinsen Kurdistan, i den nordvästra delen av landet, 400 km väster om huvudstaden Teheran. Darreh Asb ligger 1 753 meter över havet och antalet invånare är 542.
Terrängen runt Darreh Asb är platt åt sydost, men åt nordväst är den kuperad. Darreh Asb ligger nere i en dal som går i öst-västlig riktning. Runt Darreh Asb är det ganska glesbefolkat, med 23 invånare per kvadratkilometer. Närmaste större samhälle är Gol Tappeh, 6,9 km väster om Darreh Asb. Trakten runt Darreh Asb består i huvudsak av gräsmarker.